# Теллус
Те́ллус, Теллу́ра (лат. Tellus Mater — мати-земля) — італьське божество Матері-Землі, яке звалося також Терра Матер. Це божество тотожне давньогрецькій богині Геї.

## Ім'я
Вважається, що два слова terra і tellus походять від формульного виразу tersa tellus, що означає «суха земля». можливо, воно пов’язане з санскритським talam, «рівна земля».
Втім, Мавр Сервій Гонорат у своїх працях розрізняє використання телусу та терри. На його думку, назву "Терра" правильно використовувати до елементу землі як одного з чотирьох класичних елементів, разом з повітрям, водою і вогнем. Теллус він ототжнює з богинєю, чиє ім’я можна замінити (ponimus ... pro) на її функціональну сферу Землю, так само як ім’я Вулкан використовується для вогню.  Теллус, таким чином одночасно і божество і, як наслідок, сама земна куля. 
Також Теллус може бути аспектом духу, якого арвальські жерці називають Деа Дія.

## Опис
У молитвах Теллуру згадували разом із Керерою (Церерою). Існувало відповідне чоловіче божество на ймення Теллумон. Як уособлення землі, Теллура протиставилася Юпітерові — богові неба. У клятвах зверталися до обох божеств разом. Уособлюючи материнське лоно землі, що приймає сім'я й дає нове життя, Теллура вважалася творцем усього сущого. З другого боку, до неї звертались як до богині смерті, бо вона являла собою немов би загальну могилу всього, що пішло з життя. Крім того, Теллура дбала про світовий порядок, добробут, була покровителькою шлюбу, захисницею від землетрусів. На честь Теллури був споруджений храм на західному схилі Есквілінського пагорба. В часи правління Октавіана Августа на Марсовому полі було споруджено Вівтар Миру, який присвячувався Теллур. Вона зображена на одному з рельєфів огорожі жертовника. Щорічно їй приносили у жертву свиню.
На честь Теллуса названий хімічний елемент Телур.

## Вшанування
Храм Теллуса був найвидатнішою пам’яткою одного з районів Риму -  Каріней. Цей храм був розташований поблизу будинків, що належали Помпею  та родині Цицерона. Достеменно не відомо храм був побудований на народний кошт чи а результатами голосування, та вотумом за ініціативи Публія  Семпронія Софома у 268 році нашої ери.
Він займав колишнє місце будинку, що належав Спурію Кассію, який було знесено, коли його стратили в 485 році до нашої ери за спробу зробити себе королем. Храм, збудований Софусом понад два століття потому, швидше за все, був перебудованим народом ,а освячений 13 грудня.
У храмі зберігався таємничий об’єкт під назвою магментарій , який також був відомий тим, що на стіні було зображено Італію у формі карти чи алегорії.
Статуя Квінта Цицерона, встановлена його братом Марком, була серед тих, що стояли на території храму. Цицерон стверджує, що через близьке розташування храму до його дому деякі римляни припускали, що  він несе відовідальність за підтримку храму.
Свята, що відзначалися для Теллуса, були в основному пов'язані з сільським господарством і часто пов'язані з Церерою(Кіркою). У січні обидві богині вшановувалися як «матері плодючості» на святі посіву [44]. 13 грудня відзначали річницю храму Теллуса разом із лектистерніумом (бенкетом) для Церери, яка втілювала «зростаючу силу» та продуктивність землі.[45]